# Colette Avital
Colette Avital (hebrejsky: קולט אביטל, Kolet Avital; * 1. května 1940) je izraelská politička, bývalá poslankyně Knesetu za Stranu práce a neúspěšná kandidátka z voleb izraelského prezidenta z roku 2007.

## Biografie
Narodila se v Bukurešti v Rumunsku. V roce 1950 přesídlila do Izraele. Hovoří hebrejsky, anglicky, francouzsky, německy, portugalsky, italsky a rumunsky. Profesí je diplomatka.

## Politická dráha
Pracovala jako izraelský tiskový a kulturní atašé v Bruselu, konzulka v Bostonu, zplnomocněnkyně izraelské vlády ve Francii, velvyslankyně v Portugalsku, generální konzulka v New Yorku. Zastávala četné funkce na izraelském ministerstvu zahraničních věcí. Publikovala články v The New York Times, The New York Post a Le Monde.
V izraelském parlamentu zasedla poprvé po volbách do Knesetu v roce 1999, ve kterých kandidovala za stranu Jeden Izrael, která v sobě zahrnovala zejména Stranu práce. Mandát získala až dodatečně v listopadu 1999 jako náhradnice za Matana Vilnaje, který rezignoval. V letech 1999–2003 působila v parlamentním etickém výboru jako jeho předsedkyně, zasedala ve výboru státní kontroly, ve výboru pro ústavu, právo a spravedlnost, ve výboru pro status žen a výboru pro vzdělávání a kulturu. Předsedala vyšetřovací komiis pro dohledání a restituci majetku obětí holokaustu.
Mandát obhájila i ve volbách do Knesetu v roce 2003, kdy kandidovala za Stranu práce. Ve funkčním období 2003–2006 působila jako předsedkyně výboru pro imigraci, absorpci a záležitosti diaspory a jako členka výboru pro ústavu, právo a spravedlnost, výboru pro status žen. Dále předsedala komisi pro dohledání a restituci majetku obětí holokaustu. Znovu byla zvolena ve volbách do Knesetu v roce 2006. Zasedla pak ve výboru Knesetu pro imigraci, absorpci a záležitosti diaspory, výboru pro ústavu, právo a spravedlnost, výboru pro drogové závislosti, výboru House Committee a výboru pro zahraniční záležitosti a obranu. Po dvě volební období v letech 2003–2009 držela post místopředsedkyně Knesetu. V roce 2007 se zúčastnila prezidentských voleb, kde kandidovala proti Šimonu Peresovi a Re'uvenu Rivlinovi. V prvním kole se umístila na třetím místě se ziskem 21 hlasů a před druhým kolem hlasování svou kandidaturu stáhla a vyjádřila podporu Peresovi.
Ve volbách do Knesetu v roce 2009 kandidovala, ale vzhledem k nízkému procentuálnímu zisku Strany práce nezískala mandát v Knesetu.